# Фредерікс Всеволод Костянтинович
Фредерікс Всеволод Костянтинович (29 квітня 1885, Варшава — 6 січня 1943, Нижній Новгород) — фізик-експериментатор. Відкрив «перехід Фредерікса» — явище переорієнтації рідкого кристалу в електричному полі.

## Біографія
Народився 1885 року у Варшаві. Закінчив університет у Женеві, займався дослідженнями у Геттінгенській лабораторії професора Фойгта. 1918 повернувся до Росії, викладав у Петербурзькому університеті. З 1923 працював у ФТІ, де завідував лабораторією кристалізації, а згодом — рідких кристалів.
Відомий роботами з оптики, п'єзоелектрики, геологічної розвідки, теорії відносності та дослідженнями рідких кристалів. Першовідкривач, так званого, «переходу Фредерікса».
Репресований 1936 р. — геофізична гілка «пулківської справи». Помер у в'язниці в 1943. Реабілітований посмертно 1956.